# Comisión de las Naciones Unidas para Palestina
La Comisión de las Naciones Unidas para Palestina fue creada por la Resolución 181 de las Naciones Unidas. Fue responsable de implementar el Plan de Partición de Palestina de la ONU y de actuar como Gobierno Provisional de Palestina. La Guerra Civil de 1947-1948 en Mandato de Palestina y la negativa del gobierno británico a imponer un plan que no era aceptable tanto para los árabes como para los judíos en Palestina impidió que la Comisión cumpliera con sus responsabilidades.

## Razones para la Comisión Palestina
Como el 15 de mayo de 1948 Palestina; que era una entidad legal administrada bajo el Mandato de las Naciones Unidas por Su Majestad Británica pero no era un estado soberano (no era auto-gobernado) sin embargo la autoridad responsable de la administración de Palestina a la terminación del Mandato británico debía forzar el cambio. El papel asignado al Reino Unido en la aplicación de las propuestas presentadas en la decisión mayoritaria del Comité Especial sobre la Cuestión de Palestina no era compatible con las intenciones declaradas del Gobierno del Reino Unido. Asimismo, dado que la Potencia Mandataria tenía la intención de retirarse de Palestina sin asumir ninguna responsabilidad por el establecimiento de un nuevo régimen que no cuente con el consentimiento general en Palestina, no había una autoridad regularmente constituida en las zonas evacuadas, a menos que las Naciones Unidas recomendara una forma en que se pueda llenar efectivamente el vacío.
Para permitir una transición suave del poder después del 15 de mayo de 1948, Gran Bretaña, como el Poder Mandatario, debía entregar a la Comisión Palestina de las Naciones Unidas como el Gobierno Provisional de Palestina. La Comisión de las Naciones Unidas iba a ser el órgano estatutario del Gobierno de Palestina y la autoridad con la que la autoridad del Mandato Británico iba a hacer un acuerdo sobre la transferencia de los activos del Gobierno de Palestina. La Comisión de las Naciones Unidas también sería la autoridad encargada de la administración interna de Palestina y de sus relaciones exteriores. El título del Gobierno de Palestina debía basarse en una resolución de la Asamblea General.

## Tareas de la Comisión Palestina
El comité caracterizó sus responsabilidades de la siguiente manera:
"(I) Disponer la transferencia progresiva de la autoridad administrativa del Poder Obligatorio a la Comisión y el establecimiento de Consejos Provisionales de Gobierno;
(II) la supervisión del funcionamiento de los Consejos Provisionales de Gobierno, incluido el mantenimiento del orden público en el período de transición posterior a la terminación del Mandato;
(III) la delimitación de las fronteras de los Estados árabes y judíos y de la ciudad de Jerusalén;
(IV) el ejercicio del control político y militar de las milicias armadas en cada uno de los Estados proyectados, incluida la selección de sus altos mandos;
(V) los trabajos preparatorios relacionados con el establecimiento de la Unión Económica, incluida la creación de la Comisión Económica Preparatoria y el mantenimiento de los servicios económicos de que se ocupará durante el periodo de transición;
(VI) las negociaciones sobre la asignación y distribución de los activos;
(VII) el mantenimiento de la administración y los servicios públicos esenciales tras la expiración del Estatuto de las Naciones Unidas para la ciudad de Jerusalén, y

(IX) protección de los Lugares Sagrados".

## Formación
La primera reunión se celebró a las 11 de la mañana del 9 de enero de 1948 en el Salón del Consejo Económico y Social de las Naciones Unidas, Lake Success, Nueva York.
Los cinco miembros de la Comisión eran:
- Sr. Karel Lisicky (Presidente) de Checoslovaquia
- Sr. Raúl Díez de Medina (Vicepresidente) de Bolivia
- Sr. Per Federspiel de Dinamarca
- Dr. Eduardo Morgan de Panamá
- Senador Vicente J. Francisco de Filipinas

## Preparativos para el Gobierno
Durante los cinco meses siguientes, la Comisión Palestina se familiarizó con los asuntos generales del Gobierno de Palestina en materia de moneda, ferrocarriles y aviación civil de 1948, y el Gobierno del Reino Unido la mantuvo al corriente de los acontecimientos en Palestina. La Comisión Palestina consultó con los organismos públicos de Palestina en relación con la formación de un Consejo Provisional de Gobierno, aunque el servicio postal parecía ser una causa de retrasos en ese proceso.

El 27 de febrero de 1948, la Comisión Palestina aprobó la siguiente declaración de política con respecto a la continuidad del empleo de los empleados de la administración mandataria en Palestina, y pidió a la administración mandataria británica que publicara la declaración o la distribuyera a todos los empleados del actual Gobierno en Palestina:
"La Comisión de las Naciones Unidas para Palestina, siendo en virtud de la resolución de la Asamblea General responsable de la administración de Palestina inmediatamente después de la terminación del Mandato, por la presente exhorta a todos los empleados actuales de la administración de Palestina a que continúen prestando sus servicios a la autoridad sucesora en Palestina cuando termine el Mandato británico. La política de la Comisión Palestina de las Naciones Unidas, en su calidad de autoridad sucesora, es mantener los servicios en las mismas condiciones y con los mismos derechos de que gozan los empleados en el marco del gobierno obligatorio. La Comisión pide a todos los empleados actuales de la Administración Palestina que informen a la mayor brevedad posible al Gobierno Mandatario, para que lo comunique a la Comisión, si estarían dispuestos a seguir al servicio de la administración sucesora de Palestina en tales condiciones".

## Establecimiento del Gobierno Provisional
El 12 de marzo el Gobierno del Reino Unido pidió a la Comisión Palestina que no entrara en Palestina hasta dos semanas antes de la terminación del mandato.
El 17 de marzo la Comisión Palestina recibió una comunicación del Comité Hebreo de Liberación Nacional en la que se informaba a la Comisión Palestina de que en abril establecerían un Consejo Provisional de Gobierno de la República Hebrea de Palestina, aunque la Comisión Palestina no estaría en Palestina.
Un comunicado del Reino Unido fechado el 26 de abril de 1948, informaba a la comisión de Palestina de la ONU que se retrasan por no estar en Palestina para seleccionar el Gobierno Provisional Judío de Palestina.

## La Comisión de Palestina levanta la sesión Sine Die
La Asamblea General adoptó una resolución que relevó a la Comisión Palestina de las Naciones Unidas del ejercicio ulterior de sus responsabilidades, y su mandato de la Asamblea General terminó efectivamente el 14 de mayo de 1948.
En su 75.ª sesión, celebrada el 17 de mayo, la Comisión Palestina aplazó sine die sus trabajos.
La opinión general de los miembros de la Comisión era que la resolución de la Asamblea General de 29 de noviembre de 1947 permanecía intacta y que, por lo tanto, la Comisión no era ni podía ser disuelta legalmente.